# Peso paja (MMA)
La división de peso paja en las artes marciales mixtas es para competidores que pesan entre 106 y 115 libras (48 a 52 kg). Se sitúa entre la división de peso átomo, que es más ligera, y la división de peso mosca, que es más pesada.
- La división de peso paja de la UFC agrupa a competidores dentro del rango de 106 a 115 libras (48 a 52 kg).
- La división de peso paja de ONE Championship tiene un límite superior de 56.7 kg (125.0 libras).
- La división de peso paja de Road FC tiene un límite superior de 115 libras (52 kg).

## Ambigüedad y clarificación
Hasta hace poco, la división de peso paja en las artes marciales mixtas no estaba definida por las Reglas Unificadas de las Artes Marciales Mixtas, que desde su creación habían agrupado a todos los competidores por debajo de 125 libras (57 kg) en la categoría de peso mosca. El apoyo para esta clase de peso ha crecido constantemente desde aproximadamente 2013:
- Invicta Fighting Championships, una organización de MMA exclusivamente femenina, celebró su primera pelea por el título de peso paja el 5 de enero de 2013 y ahora realiza regularmente competiciones en esta categoría de peso y circula un título de campeonato.
- Super Fight League, una promoción india de MMA, ha estado organizando peleas de peso paja femenino en el rango de 105-115 libras / 52.2 kilogramos desde el SFL 17 en mayo de 2013.[2]
- En Japón, Shooto celebra regularmente competiciones en esa categoría de peso y circula un cinturón de campeonato para la división.[3]
- La UFC ha añadido una división de peso paja femenino que está establecida en 115 libras.[4]
- Carla Esparza se convirtió en la primera campeona de peso paja femenino de la UFC en The Ultimate Fighter: A Champion Will Be Crowned Finale el 12 de diciembre de 2014.
- La Asociación de Comisiones de Boxeo añadió oficialmente la división de peso paja de 115 libras el 29 de julio de 2015.[5][6]

## Campeones profesionales

### Campeones actuales
Hombres:
| organización     | Comienzo del Reinado | Campeón        | Récord               | Defensas |
| ---------------- | -------------------- | -------------- | -------------------- | -------- |
| ONE Championship | 1 de marzo de 2024   | Joshua Pacio   | 22-4-0 (8KO 9SUB)    | 0        |
| Pancrase         | 18 de julio de 2022  | Keito Yamakita | 8-1-0 (2) (1KO 2SUB) | 1        |

Mujeres
| organización     | Comienzo del Reinado | Campeón         | Récord           | Defensas |
| ---------------- | -------------------- | --------------- | ---------------- | -------- |
| UFC              | 7 de mayo de 2022    | Weili Zhang     | 25-3 (11KO 8SUB) | 2        |
| Invicta FC       | 15 de marzo de 2023  | Danni McCormack | 7-2 (4KO 1SUB)   | 0        |
| ONE Championship | 20 de enero de 2018  | Xiong Jingnan   | 17-2 (1KO 1SUB)  | 6        |
| Deep Jewell      | 19 de junio de 2021  | Seika Izawa     | 5-0 (1KO 1SUB)   | 0        |